# 이수 (성한)
이수(李壽, 300년 ~ 343년, 재위 : 338년 ~ 343년)는 오호 십육국 시대 성한(成漢)의 4대 황제이다. 자는 무고(武考), 묘호는 중종(中宗), 시호는 소문제(昭文帝)이다.

## 즉위 이전
이수는 이특(李特)의 동생 이양(李驤)의 아들로 300년에 태어났다. 이웅(李雄)의 치세에 장군으로 여러 전선에서 작전을 지휘하여 명망을 쌓았다. 333년에 영주(寧州)를 평정하여, 건녕왕(建寧王)에 봉해졌다. 334년에 이웅이 병에 걸리자 이웅은 이수를 보좌역으로 임명하였으며, 이웅이 죽고 이반(李班)이 즉위하자 이반을 대신하여 정치를 돌보았다.
10월에 이월(李越)·이기(李期)가 이반을 죽이고 이기를 즉위시키자 이수는 대도독(大都督)의 직위를 추가로 부여받고 한왕(漢王)으로 이봉되었다. 이때 조카인 이시(李始)가 이수를 부추겨 모반을 꾸미다가 이수가 말을 듣지 않자 이수를 이기에게 거짓으로 참소하였다. 그러나 이기는 참소를 듣지 않고 이수에게 이오(李玝)를 토벌하게 하였다. 이수가 이오를 설득하여 항복하게 하자 이수를 양주(梁州)의 자사로 삼고 부(涪)에 주둔하게 하였다.
이기가 폭정을 일삼자 이수는 살해당할 것을 두려워하여 변란을 핑계로 입조하지 않았다. 이수는 재야의 명사 공장(龔壯)을 찾아가 안전할 수 있는 계책을 물었다. 이에 공장은 반정을 일으켜 이기를 몰아내고 동진(東晉)에 항복할 것을 권하였다. 이를 받아들인 이수는 모반을 계획하였으나 이를 눈치챈 이기가 동정을 염탐하고 이수의 동생 이유(李攸)를 살해하였다. 이에 이수는 이수를 잡을 것을 명하는 이기의 밀조를 위조하여 부하들을 선동하고 거병하여 성도를 공격하였다.(338년) 이에 대비하지 않고 있던 이기는 성도를 함락당하고 황궁에 유폐되었으며 이수에게 사신을 보내 조정을 꾀하였다. 이수는 이기에게 이기의 도당인 이월 등을 죽일 것을 상신하여 이기의 세력을 약화시켰으며, 태후 임씨(任氏)의 명령을 빙자하여 이기를 폐위하였다.

## 치세
이수는 동진에 항복할 것을 권하는 신하들을 물리치고 황제에 즉위하였으며 국호를 자신의 봉국에 따라 한(漢)으로 고쳤다. 또한 이웅의 후손들을 주살하여 왕권을 공고히 하였으며 동진을 공격하였다. 후조(後趙)의 석호(石虎)와 동진에 대한 협공을 계획하였으나 신하들의 반대로 그만두었다. 그러나 후조에서 귀환한 신하들이 후조의 수도 업(鄴)이 위엄있고 화려하다고 칭찬하고, 석호가 공포정치로 국가를 통제하는 것을 자랑하였다. 이에 이수도 석호를 따라 성도에 사치스러운 궁궐을 조영하고 공포정치를 펼쳤다. 이로 인해 성한의 국력은 크게 약화되었으며, 간언하는 채흥(蔡興)·이억(李嶷) 등의  신하들도 살해당하였다.
343년에 병사하였다. 안창릉(安昌陵)에 매장되었다.
| 전 대 이기(李期) | 제4대 성한 황제 338년 ~ 343년 | 후 대 이세(李勢) |